# Lawe Sigala II
Lawe Sigala II is een bestuurslaag in het regentschap Aceh Tenggara van de provincie Atjeh, Indonesië. Lawe Sigala II telt 340 inwoners (volkstelling 2010).